# Evans (Geòrgia)
Evans és una concentració de població designada pel cens dels Estats Units a l'estat de Geòrgia. Segons el cens del 2006 tenia 20.681 habitants.

## Demografia
Segons el cens del 2000, Evans tenia 17.727 habitants, 6.319 habitatges, i 4.973 famílies. La densitat de població era de 688,6 habitants/km².
Dels 6.319 habitatges en un 41,8% hi vivien nens de menys de 18 anys, en un 65,9% hi vivien parelles casades, en un 10% dones solteres, i en un 21,3% no eren unitats familiars. En el 18,5% dels habitatges hi vivien persones soles el 8,1% de les quals corresponia a persones de 65 anys o més que vivien soles. El nombre mitjà de persones vivint en cada habitatge era de 2,75 i el nombre mitjà de persones que vivien en cada família era de 3,15.
Per edats la població es repartia de la següent manera: un 28,4% tenia menys de 18 anys, un 6,9% entre 18 i 24, un 30,5% entre 25 i 44, un 23,4% de 45 a 60 i un 10,8% 65 anys o més.
L'edat mediana era de 36 anys. Per cada 100 dones de 18 o més anys hi havia 86,9 homes.
La renda mediana per habitatge era de 56.272 $ i la renda mediana per família de 62.227 $. Els homes tenien una renda mediana de 45.620 $ mentre que les dones 28.424 $. La renda per capita de la població era de 21.995 $. Entorn del 2,9% de les famílies i el 3,7% de la població estaven per davall del llindar de pobresa.

## Poblacions més properes
El següent diagrama mostra les poblacions més properes.